# Verdorben
Verdorben (Originaltitel: Rotten) ist eine US-amerikanische Dokumentationsfernsehserie. Die erste Staffel wurde am 5. Januar 2018 beim Video-on-Demand-Anbieter Netflix veröffentlicht. Die zweite Staffel ist am 4. Oktober 2019 erschienen.

## Inhalt
Die Serie thematisiert die Lebensmittelindustrie und wirft ein Licht auf die Produktionsmethoden von Nahrungsmitteln. Dabei werden fragwürdige Geschäftspraktiken offenbart und zum Teil kartellähnliche Strukturen bei der Herstellung und Verarbeitung von einzelnen Lebensmitteln aufgezeigt. Verdorben kann deshalb auch dem Genre des True Crime zugeordnet werden. Die Dokumentation möchte dem Zuschauer unter anderem aufzeigen, wie wenig er letztendlich über den Ursprung und die Verarbeitung von seiner Nahrung weiß.

## Episodenliste

### Staffel 1
| Nr. (ges.) | Nr. (St.) | Deutscher Titel           | Originaltitel         | Erstveröffentlichung USA | Deutschsprachige Erstveröffentlichung (D) | Regie                    |
| --- | --------- | ------------------------- | --------------------- | ------------------------ | ----------------------------------------- | ------------------------ |
| 1 | 1         | Anwälte, Waffen und Honig | Lawyers, Guns & Honey | 5. Jan. 2018             | 5. Jan. 2018                              | Lucy Kennedy & Bill Kerr |
| In dieser Folge werden die Produktion und der Konsum von Honig untersucht. Dabei stehen hauptsächlich die USA im Vordergrund, weil dort am meisten Honig pro Jahr konsumiert wird. Es stellt sich heraus, dass die Bienen in den USA nicht genug Honig produzieren, um den Bedarf der US-Amerikaner zu stillen. Ein Großteil des Honigs wird aus Asien importiert. Um die Nachfrage zu decken, wird Honig „im großen Stil mit billigem Sirup gestreckt“.                                                                                                   |           |                           |                       |                          |                                           |                          |
| 2 | 2         | Das Erdnuss-Problem       | The Peanut Problem    | 5. Jan. 2018             | 5. Jan. 2018                              | Ted Gesing & Bill Kerr   |
| In dieser Folge wird die weltweite Zunahme von Allergien gegen einige Nahrungsmittel untersucht, darunter Thunfisch, Soja, Weizen und vor allem Erdnüsse. |           |                           |                       |                          |                                           |                          |
| 3 | 3         | Knoblauchfahne            | Garlic Breath         | 5. Jan. 2018             | 5. Jan. 2018                              | David Mettler            |
| In dieser Folge wird die Produktion von Knoblauch untersucht. Es wird aufgezeigt, dass China etwa 90 Prozent des weltweit konsumierten Knoblauchs herstellt. Ein Teil des chinesischen Knoblauchs wird in die USA importiert, wo die Chinesen laut der Serie versuchen die US-amerikanischen Knoblauchproduzenten durch Dumpingpreise anzugreifen. Der US-amerikanische Hauptimporteur des chinesischen Knoblauchs versucht mit verschiedenen und zum Teil umstrittenen Methoden, seine Position zu sichern. „Es herrschen […] Kartell-ähnliche Zustände.“ |           |                           |                       |                          |                                           |                          |
| 4 | 4         | Big Bird                  | Big Bird              | 5. Jan. 2018             | 5. Jan. 2018                              | Ted Gesing               |
| In dieser Folge wird die Geflügelproduktion am Beispiel von Hühnern untersucht. Die Produktion ist auf maximale Effizienz ausgerichtet. |           |                           |                       |                          |                                           |                          |
| 5 | 5         | Milchgeld                 | Milk Money            | 5. Jan. 2018             | 5. Jan. 2018                              | Lucy Kennedy             |
| In dieser Folge wird die Produktion von Milch (Kuhmilch) thematisiert. Der weltweite Handel von Milch sowie deren Preisschwankungen setzen regionale Milchbauern unter Druck. |           |                           |                       |                          |                                           |                          |
| 6 | 6         | Kabeljau ist tot          | Cod Is Dead           | 5. Jan. 2018             | 5. Jan. 2018                              | David Mettler            |
| In dieser Folge wird der Fischfang von Kabeljau thematisiert. Große und finanzstarke Fischereiunternehmen kaufen große Anteile an den Fangquoten von Kabeljau, sodass kleinere regionale Fischereibetriebe immer mehr vom Markt gedrängt werden. |           |                           |                       |                          |                                           |                          |

### Staffel 2
| Nr. (ges.) | Nr. (St.) | Deutscher Titel            | Originaltitel    | Erstveröffentlichung USA | Deutschsprachige Erstveröffentlichung (D) | Regie           |
| --- | --------- | -------------------------- | ---------------- | ------------------------ | ----------------------------------------- | --------------- |
| 7 | 1         | Der Avocado-Krieg          | The Avocado War  | 4. Okt. 2019             | 4. Okt. 2019                              | Lucy Kennedy    |
| 8 | 2         | Die Herrschaft des Terroir | Reign of Terroir | 4. Okt. 2019             | 4. Okt. 2019                              | Abigail Harper  |
| Winzer des Languedoc fühlen sich bedroht durch Importe billiger produzierten spanischen Weins. Das CRAV organisiert gewaltsame Proteste sowie Angriffe auf Weingroßhändler. Chinesische Investoren haben das erste Weingut übernommen; erstmals gewinnt in China produzierte Wein den Decanter-Preis. China entwickelt die Wüsten-Provinz Ningxia zur Weinbau-Region (Cabernet Gernischt). |           |                            |                  |                          |                                           |                 |
| 9 | 3         | Wasser in Gefahr           | Troubled Water   | 4. Okt. 2019             | 4. Okt. 2019                              | Daniel Ruetenik |
| Das Leitungswasser in Flint (Michigan) ist mit Blei belastet. Nestlè spendet Trinkwasser in Flaschen. |           |                            |                  |                          |                                           |                 |
| 10 | 4         | Ein süßer Deal             | A Sweet Deal     | 4. Okt. 2019             | 4. Okt. 2019                              | Lucy Kennedy    |
| 11 | 5         | Bittere Schokolade         | Bitter Chocolate | 4. Okt. 2019             | 4. Okt. 2019                              | Abigail Harper  |
| 12 | 6         | High auf Lebensmittel      | High on Edibles  | 4. Okt. 2019             | 4. Okt. 2019                              | Daniel Ruetenik |